# Glochidion novoguineense
Glochidion novoguineense är en emblikaväxtart som beskrevs av Karl Moritz Schumann. Glochidion novoguineense ingår i släktet Glochidion och familjen emblikaväxter. Inga underarter finns listade i Catalogue of Life.